# سیارک ۲۶۹۹۳
سیارک ۲۶۹۹۳ (به انگلیسی: 26993 Littlewood، نامگذاری:1997XC1) بیست و شش هزار و نهصد و نود و سومین سیارک کشف شده‌است که در ۳ دسامبر ۱۹۹۷ کشف شد.